# Marschier oder krepier
Marschier oder krepier (Originaltitel Marcia o crepa bzw. Marcha o muere) ist ein 1962 in italienisch-spanisch-westdeutsche Koproduktion entstandener Kriegsfilm, der im Algerienkrieg spielt. Unter der Regie von Frank Wisbar spielen Stewart Granger und Dorian Gray die Hauptrollen; Hans von Borsody, Dietmar Schönherr und Peter Carsten gehören ebenfalls zur Besetzung. Die deutsche Erstaufführung fand am 6. Februar 1963 im Münchner Kino „Universum“ statt.

## Handlung
Algerien um 1961: Capitaine Leblanc befehligt eine Gruppe Fallschirmjäger der Französischen Fremdenlegion, deren Mitglieder aus verschiedenen Nationen stammen. Leblanc hat den Auftrag, den Guerillaführer Ben Bled der algerischen Widerstandsorganisation FLN, die für die Unabhängigkeit der französischen Kolonie kämpft, festzunehmen. Während der Suche schließen sich ihnen die Prostituierte Nora und ein Araberjunge an.
Es gelingt der Gruppe, Ben Bled festzunehmen, doch dann wird der Hubschrauber, mit dem sie aus dem Einsatzgebiet geflogen werden sollen, abgeschossen. Die Legionäre sind daher gezwungen, sich durch feindliches Terrain zu ihrem Fort durchzuschlagen. In einer Kirche werden sie von den Rebellen belagert, wo die Gruppe nach und nach dezimiert wird; laut dem Spiegel nach dem Prinzip der Zehn kleinen Negerlein. Den Ausbruch aus dem Gebäude überleben nur Leblanc, Ben Bled und der Araberjunge. Als sie sicheres Gebiet erreichen, erfahren sie, dass inzwischen Friedensverhandlungen zwischen der französischen Regierung und der FLN begonnen haben. Leblanc ist erschüttert und begreift, dass der Einsatz der Legionäre und ihre Opfer umsonst waren.

## Produktionsnotizen
Die Dreharbeiten fanden im Raum Almería/Andalusien statt, die Studioaufnahmen in Madrid. Regisseur Wisbar war bereits durch die Kriegsfilme Hunde, wollt ihr ewig leben und Haie und kleine Fische international bekannt geworden.
Das Titellied Concerto Disperado wurde sowohl in Italien (Nini Rosso) als auch im Vereinigten Königreich (Ken Thorne) ein kommerzieller Erfolg.
Die Oldenburger Nordwest-Zeitung berichtete am 11. August 1962 über die Dreharbeiten, dass es sich bei der Produktion um den ersten Film über den Algerienkrieg handele. Tatsächlich waren schon 1960 vom Deutschen Fernsehfunk der Mehrteiler Flucht aus der Hölle und 1957 von Wolfgang Staudte der Kriegsfilm Madeleine und der Legionär produziert worden.
In einer Werbeanzeige des Oldenburger Kinos „Capitol“ (Heiligengeistraße 7) vom 10. Mai 1963 wurde die Produktion als „atemberaubend harter Film“ angekündigt: „marschier oder krepier … Sie haben einfach keine andere Wahl!“.
Weitere Aufführungstitel sind unter anderem Héros sans retour (Frankreich), A Patrulha do Inferno (Brasilien), Os Hérois não Morrem (Portugal), Commando (USA) und The Legion´s Last Stand (Irland). Produziert wurde von Midega Films, Monachia Zeynfilm und Tempo Film.

## Kritik
„Die realistisch inszenierte Militärtragödie versucht, die Relativität soldatischer Pflichterfüllung zu illustrieren, gleitet dabei aber in reißerische Kolportage ab.“

## Überlieferung
Soweit bekannt, wurde der Film bislang (2017) weder auf Video noch auf DVD ediert. Unklar ist auch, ob er je im Fernsehen ausgestrahlt wurde.